# Циклон
Цикло́н (от др.-греч. κυκλῶν — «вращающийся») — воздушная масса в виде атмосферного вихря с вертикальной осью огромного (от сотен до нескольких тысяч километров) диаметра с пониженным давлением воздуха в его центре.
Впервые термин «циклон» (англ. cyclone — букв. клубок змеи) ввёл в своих официальных отчётах о разрушениях, нанесённых природной стихией в Коринге чиновник Британской Ост-Индской компании Генри Пиддингтон (1797–1858).

## Атмосферные циклоны Земли
Воздух в циклонах циркулирует против часовой стрелки в Северном полушарии и по часовой стрелке в Южном. В пограничном слое атмосферы действие внутреннего трения приводит к появлению у вектора скорости ветра слагаемого, направленного к центру циклона, против направления барического градиента (в сторону убывания давления). Величина силы трения уменьшается с высотой, что приводит к повороту ветра.
Циклон — не просто противоположность антициклону, у них различается механизм возникновения. Циклоны постоянно и естественным образом появляются из-за вращения Земли.
Следствием теоремы Брауэра о неподвижной точке является наличие в атмосфере как минимум одного циклона или антициклона.
Различают два основных вида циклонов — внетропические и тропические (ураган, тайфун). Первые образуются в умеренных или полярных широтах и имеют диаметр от тысячи километров в начале развития и до нескольких тысяч в случае так называемого центрального циклона.
Циклонами (ураганами) небольших размеров, но с огромным барометрическим градиентом (до 60 мм. 111 килом.) и скоростью ветра до 60 метров в секунду, называются, в тропических странах, бури, отличающиеся особенной силой. Тропические циклоны получают энергию от поднятия влажного воздуха вверх, конденсации водяных паров в виде дождей и опускания более сухого воздуха, что получается в этом процессе, вниз. Этот механизм принципиально отличается от механизма внетропических и полярных циклонов, в отличие от которых тропические циклоны классифицируются как «циклоны с тёплым ядром».
Среди внетропических циклонов выделяют южные циклоны, образующиеся на южной границе умеренных широт (средиземноморские, балканские, черноморские, южнокаспийские и так далее) и смещающиеся на север и северо-восток. Южные циклоны обладают колоссальными запасами энергии; именно с южными циклонами в средней полосе России и СНГ связаны наиболее сильные осадки, ветры, грозы, шквалы и другие явления погоды.
Тропические циклоны образуются в тропических широтах и имеют меньшие размеры (сотни, редко — более тысячи километров), но бо́льшие барические градиенты и скорости ветра, доходящие до буревых. Для таких циклонов свойственен также т. н. «глаз бури» — центральная область диаметром 20—30 км с относительно ясной и безветренной погодой. Тропические циклоны могут в ходе своего развития превращаться во внетропические.
Ниже 8—10° северной и южной широты циклоны возникают очень редко, а в непосредственной близости от экватора — не возникают вообще.

## Циклоны на других планетах
Циклоны возникают не только в атмосфере Земли, но и в атмосферах других планет. Например, в атмосфере Юпитера уже несколько веков существует так называемое Большое Красное Пятно, которое является, по всей видимости, долгоживущим антициклоном (иногда ошибочно приводится в качестве циклона). Циклоном, в свою очередь, являлось Малое Тёмное Пятно в атмосфере Нептуна. Однако циклоны в атмосферах других планет изучены недостаточно.

## Шкала измерений
- Шкала ураганов Саффира — Симпсона
- Шкалы тропических циклонов